# Plateau du Gempen
Le plateau du Gempen est un haut plateau de Suisse, situé dans le canton de Soleure.

## Géographie
Ce plateau du massif du Jura se dresse entre 600 et 700 mètres d'altitude et se trouve au sud-est de la ville de Bâle. Dans sa largeur, ses flancs boisés marquent la frontière avec la vallée qui se trouve dans le canton de Bâle-Campagne. Son sommet le plus élevé, le Schartenflue se dresse à 760 mètres d'altitude.
Le sommet du plateau offre une vue plongeante sur l'ensemble de la vallée.
Aucun ruisseau ne coule sur le sommet du plateau, qui n'est composé que de prés et de pâturages secs fortement boisés. Bien qu'il pleuve légèrement plus que dans les secteurs autour de Bâle, la géologie du plateau est responsable de pauvreté en eau. En effet, le sous-sol du plateau se compose principalement de calcaire et de l'argile dont les couches ne sont pas pliées, mais horizontales. Comme le calcaire est dissous formant une masse karstique, l'eau de pluie peut s'infiltrer facilement en sous-sol. Ce manque d'eau en surface est un réel problème pour la vie sur le plateau et doit être comblé à l'aide de puits ou de forages.

## Histoire
En raison de son panorama, le Gempen a été colonisé tôt et utilisé par les populations locales comme alarme grâce à des feux qui étaient embrasés en cas de danger, avertissant ainsi les habitants de la vallée, en particulier ceux des communes de Gempen et de Hochwald.

## Protection
Le plateau du Gempen ainsi que les communes de Büren, Dornach, Gempen, Hochwald, Nuglar-St.Pantaleon et Seewen sont répertoriés dans l'inventaire fédéral des Paysages, sites et monuments d’importance nationale.